# Mauro Donoso
Mauro Donoso Godoy (Santiago, Región Metropolitana de Santiago; 23 de diciembre de 1971) es un exfutbolista chileno. Jugaba de mediocampista y militó en diversos clubes de su país y Nueva Zelanda.

## Biografía
Donoso fue parte de la generación dorada de los años 90" con Unión Española donde fueron Bicampeones de Copa Chile, también lograron llegar a cuartos de final de la Copa Libertadores 1994, hasta el día de hoy es su segunda mejor campaña después del subcampeonato obtenido en la Copa Libertadores 1975.
Ah sido un histórico participante en la historia de Deportes Concepción al lograr llegar a semifinales de la copa conmebol 1999 y de la histórica clasificación a octavos de final de la Copa Libertadores 2001 con el cuadro "lila".

## Clubes
| Club                         | Div.             | Temporada        | Liga  | Liga  | Copas nacionales | Copas nacionales | Torneos internacionales | Torneos internacionales | Total | Total |
| Club                         | Div.             | Temporada        | Part. | Goles | Part.            | Goles            | Part.                   | Goles                   | Part. | Goles |
| ---------------------------- | ---------------- | ---------------- | ----- | ----- | ---------------- | ---------------- | ----------------------- | ----------------------- | ----- | ----- |
| Union Española · Chile       | 1.ª              | 1992             | 7     | 0     | ?                | ?                | —                       | —                       | 7     | 0     |
| Union Española · Chile       | 1.ª              | 1993             | 17    | 0     | ?                | ?                | —                       | —                       | 17    | 0     |
| Union Española · Chile       | 1.ª              | 1994             | 11    | 0     | ?                | ?                | 5                       | 0                       | 16    | 0     |
| Union Española · Chile       | 1.ª              | 1995             | 23    | 0     | ?                | ?                | —                       | —                       | 23    | 0     |
| Union Española · Chile       | Total club       | Total club       | 58    | 0     | 0+               | 0+               | 5                       | 0                       | 63+   | 0+    |
| Deportes Antofagasta · Chile | 1.ª              | 1996             | 11    | 0     | ?                | ?                | —                       | —                       | 11    | 0     |
| Deportes Antofagasta · Chile | 1.ª              | 1997             | 22    | 1     | —                | —                | —                       | —                       | 22    | 1     |
| Deportes Antofagasta · Chile | 2.ª              | 1998             | 10    | 0     | ?                | ?                | —                       | —                       | 10    | 0     |
| Deportes Antofagasta · Chile | Total club       | Total club       | 43    | 1     | 0+               | 0+               | 0                       | 0                       | 43+   | 1+    |
| Deportes Concepcion · Chile  | 1.ª              | 1999             | 24    | 1     | —                | —                | 4                       | 0                       | 28    | 1     |
| Deportes Concepcion · Chile  | 1.ª              | 2000             | 27    | 1     | ?                | ?                | —                       | —                       | 27    | 1     |
| Deportes Concepcion · Chile  | 1.ª              | 2001             | 23    | 1     | —                | —                | 6                       | 0                       | 29    | 1     |
| Deportes Concepcion · Chile  | Total club       | Total club       | 74    | 3     | 0+               | 0+               | 10                      | 0                       | 84+   | 3+    |
| Audax Italiano · Chile       | 1.ª              | 2002             | 21    | 1     | —                | —                | —                       | —                       | 21    | 1     |
| Audax Italiano · Chile       | Total club       | Total club       | 21    | 1     | 0                | 0                | 0                       | 0                       | 21    | 1     |
| Football Kings Nueva Zelanda | 1.ª              | 2002-03          | 9     | 1     | ?                | ?                | —                       | —                       | 9     | 1     |
| Football Kings Nueva Zelanda | 1.ª              | 2003-04          | 16    | 0     | ?                | ?                | —                       | —                       | 16    | 0     |
| Football Kings Nueva Zelanda | Total club       | Total club       | 25    | 1     | 0+               | 0+               | 0                       | 0                       | 25+   | 1+    |
| Waitakere City Nueva Zelanda | 1.ª              | 2004             | ?     | ?     | —                | —                | —                       | —                       | 0     | 0     |
| Waitakere City Nueva Zelanda | Total club       | Total club       | 0+    | 0+    | 0                | 0                | 0                       | 0                       | 0+    | 0+    |
| Huachipato · Chile           | 1.ª              | 2005             | 15    | 0     | —                | —                | —                       | —                       | 15    | 0     |
| Huachipato · Chile           | Total club       | Total club       | 15    | 0     | 0                | 0                | 0                       | 0                       | 15    | 0     |
| Total en carrera             | Total en carrera | Total en carrera | 236   | 6     | 0                | 0                | 15                      | 0                       | 251+  | 6+    |

## Palmarés
| Título     | Equipo         | País  | Año  |
| ---------- | -------------- | ----- | ---- |
| Copa Chile | Unión Española | Chile | 1992 |
| Copa Chile | Unión Española | Chile | 1993 |

## Vida Privada
Tiene familiares que fueron y son Futbolistas profesionales, Malcolm Moyano, Matias Villablanca, Iván Ahumada.